# Porte d'Auteuil (metrostation)
Porte d'Auteuil is een station van de metro in Parijs langs metrolijn 10 in het 16e arrondissement.
De halte is genoemd naar de Porte d'Auteuil, een van de westelijke toegangspunten van de stad.
Er zijn enkel stellen richting Boulogne. Dit is het gevolg van het feit dat lijn 10 vroeger ( dat is voor de verlenging naar Pont-de-Saint-Cloud) in Auteuil een lus maakte.

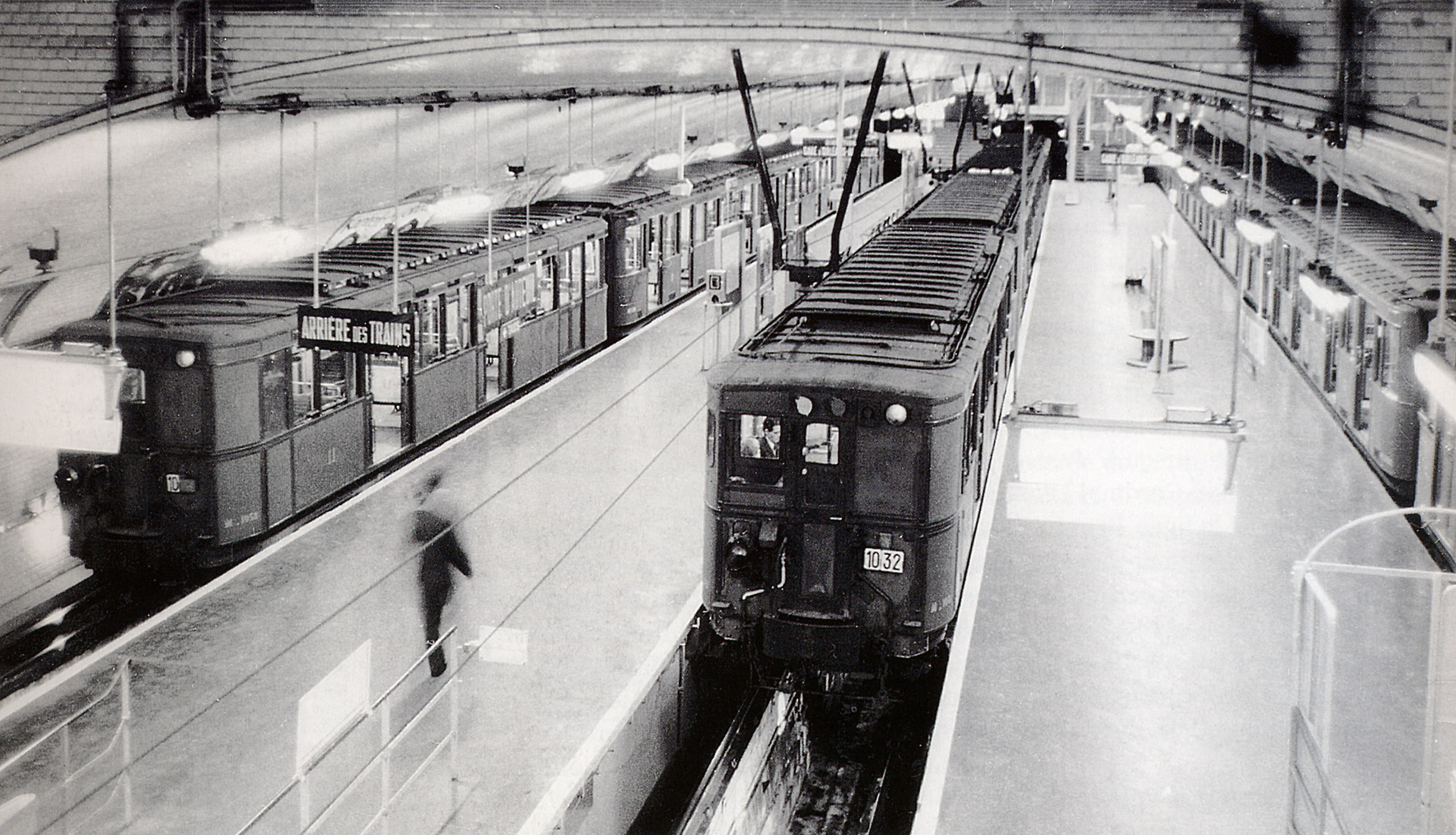
Het station was tot in de jaren 30 een eindhalte van lijn 10. Hier met een trits Sprague-Thomsons

Boulogne - Pont de Saint-Cloud · 
Boulogne - Jean Jaurès · 
Porte d'Auteuil · 
Michel-Ange - Auteuil · 
Église d'Auteuil · 
Michel-Ange - Molitor · 
Chardon-Lagache · 
Mirabeau · 
Javel - André Citroën · 
Charles Michels · 
Avenue Emile Zola · 
La Motte-Picquet - Grenelle · 
Ségur · 
Duroc · 
Vaneau · 
Sèvres - Babylone · 
Mabillon · 
Odéon · 
Cluny - La Sorbonne · 
Maubert - Mutualité · 
Cardinal Lemoine · 
Jussieu · 
Gare d'Austerlitz